# Bradenham, Norfolk
Bradenham är en ort och civil parish i Storbritannien.   Den ligger i grevskapet Norfolk och riksdelen England, i den sydöstra delen av landet, 140 km nordost om huvudstaden London. Antalet invånare är 722. Arean är 16,6 kvadratkilometer.
Terrängen i Bradenham är platt.